# 河崎由加里
河﨑 由加里（かわさき ゆかり、1976年12月14日 - ）は、広島県出身の女性アーチェリー選手。2004年アテネオリンピックアーチェリー個人、団体日本代表。近畿大学卒業。